# احتلوا الديمقراطيين
احتلوا الديمقراطيين هو منفذ إعلامي يساري أميركي مبني حول صفحة فيسبوك وموقع مماثل لها. تأسس عام 2012، ينشر معلومات كاذبة، ومحتويات حزبية متشددة، وطعم النقرة. المنشورات المأخوذة من صفحة احتلوا الديمقراطيين على موقع فيسبوك هي من بين أكثر المحتويات السياسية انتشارًا على فيسبوك.

## تاريخها
أسس رافائيل وعمر ريفيرو حركة احتلوا الديمقراطيين كصفحة فيسبوك في عام 2012. تم إنشاء موقع إلكتروني مماثل في وقت لاحق. هدفها المعلن هو توفير «قوة موازنة لحزب الشاي الديمقراطي».
في سبتمبر عام 2022، اتُهمت حركة «احتلوا الديمقراطيين» بجمع نحو 800 ألف دولار أميركي لصندوقها الانتخابي وعدم التبرع بأي من الأموال للمرشحين الفيدراليين، والتبرع بمبلغ 250 ألف دولار من الصندوق لشركة بلو ديل المحدودة المسؤولية، وهي شركة يُزعم أن مالكيها نساء ولكن مالكها الفعلي هو رافائيل ريفيرو. في الواقع، شركة بلو ديل المحدودة المسؤولية هي شركة تأسست في فلوريدا عام 2014 من قبل رافائيل وعمر ريفيرو، في حين أن شركة ذا بلو ديل المحدودة المسؤولية هي شركة مالكوها نساء بنسبة 100% وتأسست في فيرجينيا عام 2010. لا ترتبط شركة ذا بلو ديل المحدودة المسؤولية بأي شكل من الأشكال بشركة بلو ديل المحدودة المسؤولية، أو بحركة احتلوا الديمقراطيين، أو الأخوين ريفيرو. وردًا على الاتهامات، ادعى عمر ريفيرو أن الصندوق كان يعمل بمثابة لجنة عمل سياسي عليا وأنه منع من التبرع مباشرة للمرشحين، وأن أيًا من الأموال الممنوحة لشركة بلو ديل المحدودة المسؤولية لم يذهب إليه أو لرافائيل. قال لاكلان ماركاي، الصحفي في أكسيوس، إن صندوق الانتخابات كان في الواقع لجنة مشتركة هجينة وبالتالي يمكنه التبرع للمرشحين السياسيين.

## تأثيرها

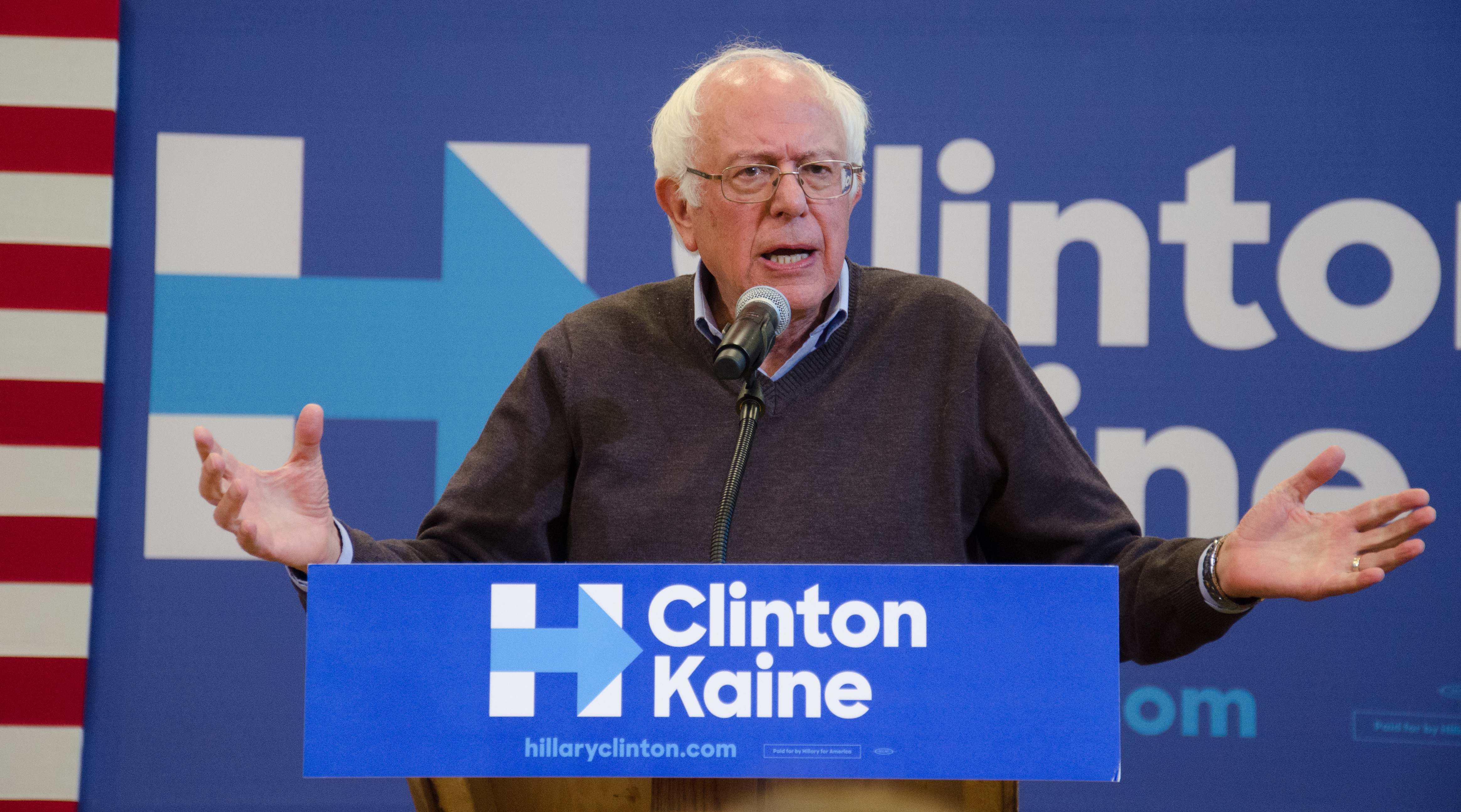
برني ساندرز يدعم هيلاري كلينتون في حملة انتخابية في كلية ناشوا المجتمعية في نيو هامبشاير، 7 أكتوبر 2016.

حلل موقع باز فيد نيوز في مقالة خاصة نشرها عن الأخبار الحزبية عام 2017، التفاعلات الأسبوعية على فيسبوك «منذ بداية عام 2015 ووجد أن حركة احتلوا الديمقراطيين على اليسار وفوكس نيوز على اليمين هي الصفحات الأولى في كل فئة سياسية». أضاف المقال أن هذه الصفحات «ينتج عنها باستمرار تفاعلات إجمالية أكثر شمولًا من صفحات وسائل الإعلام الرئيسية».
أطلق كراود تانغل على حركة «احتلوا الديمقراطيين» في عام 2015 اسم «صفحة الفيسبوك الأكثر تأثيرًا تقدميًا»، وبحلول عام 2017 تجاوز عدد متابعيها 7 ملايين. خلال عام 2017، كانت حركة «احتلوا الديمقراطيين» من ضمن أكثر 30 مصدر شيوعًا على فيسبوك. في مايو عام 2020، جاء أكثر من نصف أشرطة الفيديو الأربعين التي ذكرت «ترامب» على فيسبوك من حركة «احتلوا الديمقراطيين». كان لدى حركة «احتلوا الديمقراطيين» حتى شهر أكتوبر عام 2022 نحو 10 مليون متابع على فيسبوك وأكثر من 498 ألف متابع على تويتر.
في ورقة قُدمت في مؤتمر هاواي الثاني والخمسين حول علوم النظم، خلص أرغا راي وجوي جورج إلى أن المعلومات المضللة التي تنشرها حركة احتلوا الديمقراطيين «لديها القدرة على زيادة الفجوات في مجتمع منقسم مسبقًا».

### الانتخابات الرئاسية الأمريكية لعام 2016
حظيت المنظمة باهتمام واسع خلال الانتخابات الرئاسية التمهيدية للحزب الديمقراطي في عام 2016، وكان لها الفضل في المساعدة في حشد الدعم لترشيح بيرني ساندرز. حول الموقع دعمه إلى هيلاري كلينتون، بعد ترشيحها كمرشحة رئاسية عن الحزب الديمقراطي.

### الانتخابات الرئاسية الأمريكية لعام 2020
وفقًا لرافائيل ريفيرو، فقد كان «متصلًا» بحملة جو بايدن الانتخابية الرئاسية لعام 2020 وعملت الحملة بشكل مباشر مع المنفذ الإعلامي لنشر الرسائل السياسية. في أكتوبر عام 2020، شهدت حركة احتلوا الديمقراطيين انخفاضًا كبيرًا في مدى انتشارها على فيسبوك، والذي عزاه ريفيرو إلى الإجراءات التي اتخذها فيسبوك لخنق حركة البيانات، وهو ادعاء نفاه فيسبوك.

### إدارة بايدن
خلال رئاسة جو بايدن، أجرى رئيس الموظفين في البيت الأبيض رون كلاين أول مقابلة له بعد خطاب حالة الاتحاد لعام 2022 في بث حي على موقع تويتر استضافه منفذ «احتلوا الديمقراطيين».